# Vicente Reyes Palazuelos
Vicente Reyes Palazuelos (Santiago 24 oktober 1835 - aldaar 16 december 1918) was een Chileens politicus.
Hij bezocht het Instituto Nacional en studeerde rechten aan de Universiteit van Chili. Hij promoveerde in januari 1858. Hij was als student reeds werkzaam als journalist en trad in 1857 in staatsdienst. In 1863 trouwde hij met Luisa del Solar Valdés. Hij behoorde tot de hervormingsgezinde vleugel van de Partido Liberal (Liberale Partij) en was lid van de Kamer van Afgevaardigden (1861-1864; 1870-1873; 1876-1882) en werd in 1877 door president Aníbal Pinto benoemd tot minister van Binnenlandse Zaken (tot 1878). 
Reyes werd in 1885 lid van de Senaat en bleef dit tot aan zijn dood. Hij was een aantal maal voorzitter van de Senaat (1889, 1895 en 1909). In 1886 maakte hij deel uit van het campagneteam van presidentskandidaat José Francisco Vergara. Het was echter José Manuel Balmaceda die dat jaar tot president van Chili werd gekozen. Hij koos ervoor om tijdens de Chileense burgeroorlog van 1891 neutraal te blijven: hij weigerde mee te werken aan de afzettingsprocedure van Balmaceda, maar steunde de president verder niet.
Na de burgeroorlog bood de nieuwe president, Jorge Montt, de ministerspost van Binnenlandse Zaken aan, maar Reyes weigerde. In 1896 was hij presidentskandidaat voor de Alianza Liberal, het kartel was links liberale partijen. Hij moest het tijdens de presidentsverkiezingen afleggen tegen Federico Errázuriz Echaurren, die hem met een miniem verschil versloeg.
Later werd Reyes lid gemaakt van de Staatsraad. Hij overleed op 16 december 1918, op 83-jarige leeftijd aan een longontsteking.
Naast zijn politieke werkzaamheden was Reyes hoogleraar rechtswetenschappen aan de Universiteit van Chili en lid van Academie van de Chileense Letterkunde.